# Cuori in esilio
Cuori in esilio (Hearts in Exile) è un film del 1929 diretto da Michael Curtiz.
Considerato film perduto
Remake di Hearts in Exile del 1915, diretto da James Young

## Trama
Vera è la figlia di un pescatore russo. Rifiutata da Paul, sposa il barone Serge Palma. I due uomini si incontrano poi in esilio in Siberia. Quando Paul torna a casa, torna da Vera prendendo il posto del barone che, quando lo viene a sapere, si suicida.